# 대한민국의 북극 정책
대한민국의 북극 정책(Arctic policy of South Korea)은 대한민국과 북극 국가들과의 대외관계, 그리고 '북극'의 지리적 경계 내에서 발생하거나 북극 또는 그 국민과 관련된 문제에 대한 한국의 태도와 행동을 말한다.

## 북극이사회 영구 옵저버 자격
대한민국은 영구 옵저버 지위를 갖고 있다. 이 지위를 통해 지속 가능한 개발, 북극 모니터링 및 평가, 잔류성 유기 오염 물질 등을 다루는 북극 이사회의 6개 실무 그룹 작업에 참여할 수 있게 된다.

## 북극 자원에 대한 관심
북극해에는 지구 천연자원과 석유의 약 25%가 함유되어 있지만 아직 발견되지 않았다. 이는 캐나다, 미국, 러시아와 같은 국가의 관심을 끌고 있다. 캐나다는 북서항로에 위치한 모든 자원이 자국의 배타적 경제수역에 속하므로 자국의 정당한 자원이라고 주장한다. 반면 미국은 북극해가 공해이므로 모든 국가가 자원을 사용해야 한다고 생각한다.

## 북극 운송 경로
북극은 북극의 얼음이 계속 녹으면서 유럽과 아시아 간 항로가 더 빨라질 가능성이 있기 때문에 한국에게 점점 더 중요해지고 있다. 현재 한국 컨테이너선이 유럽에 도착하는 데 약 24일 정도 걸린다. 그러나 극지방을 경유하는 운송 경로를 이용하면 여행 기간이 10일로 단축될 수 있다. 하지만 겨울에는 바다 전체가 얼어붙기 때문에 이러한 무역로는 여름에만 이용할 수 있다.

## 대한민국의 위치
한국은 완전히 북극권 밖에 위치해 있다.

## 북극 연구
대한민국은 미국보다 북극 연구에 더 많은 돈을 지출한다.

## 같이 보기
- 북극 이사회